# カリブ海の秘密
『カリブ海の秘密』（かりぶかいのひみつ、原題: A Caribbean Mystery）は、イギリスのミステリー作家アガサ・クリスティによる推理小説。1964年11月に英国で最初に出版された。ミス・マープル・シリーズの9作目の長編である。

## あらすじ
体調を崩したマープルは、甥の計らいでカリブ海のサントノーレ島にあるリゾート「ゴールデン・パーム」で静養することにした。彼女は旅慣れた客のパルグレイブ少佐から良く話を聞かされ、聞くとはなしに聞いていたが、彼は何度も殺人罪から逃れた男の話をし始める。これにはマープルも熱心に聞き入り、彼は殺人犯の写真を見たいかと尋ねて財布の中からスナップ写真を出そうとするが、突然話題を変えてしまう。マープルがその理由を確かめようと顔を上げると、近くに数人の人影を発見する。
翌日、パルグレイブ少佐が自室で死んでいるのをメイドのヴィクトリアが発見し、マープルは彼が殺されたことを確信する。彼女は彼が言っていた写真を手に入れようと、グラハム医師に探すよう依頼するが見つからない。彼女は他の人物に聞き込みをする。ホテルのオーナーのティム・ケンダルとモリー・ケンダル、聖職者プレスコットとその妹、車椅子に乗った実業家ラフィエル、彼の看護師兼助手兼付き人のジャクソンと秘書エスター、アメリカ人ダイソン夫妻、ヒリングドン夫妻などである。海岸でマープルは休暇中の女性セニョーラ・デ・カスペアロに会う。彼女はパルグレイブ少佐が邪眼だったから覚えていると言う。マープルは、彼は片方の眼がガラスの義眼だったと訂正するが、彼女はまだそれが邪悪だと言う。
ヴィクトリアは、パルグレイブ少佐の部屋にあった高血圧治療薬「セレナイト」を生前見た覚えはないのに、彼の死後、彼のテーブルにそれを見つけたとケンダル夫妻に伝える。その夜、ヴィクトリアが刺殺されているのが発見される。そのころからモリーは悪夢を見るようになる。マープルはモリーの化粧品を見ているジャクソンを見つける。彼は、化粧品にベラドンナを添加すれば悪夢を見るようになるのだと言う。翌晩、ティムは床で意識不明のモリーを見つけ、睡眠薬の過剰摂取が疑われた。この期に及んで警察が乗り出し、料理人のエンリコは、モリーが外に出る前にステーキナイフを握っているのを見た、と話す。マープルは、パルグレイブ少佐が写真のことを皆に話したかどうかを皆に問う。他の人はパルグレイブが持っていると言ったのは妻殺しの写真ではなく、夫殺しの写真だったと主張する。高血圧の薬がパルグレイブ少佐のものでないことに気づいた警察は、彼の遺体を掘り起こし、検視の結果、マープルの予想通り彼が毒殺されたことが明らかになる。
夜、マープルは、モリーを捜索する人たちの声で目を覚ます。小川で彼女の死体らしきものを発見するが、のちに彼女と容姿の似ていたダイソン夫人であることが判明する。
マープルは、少佐があの夜スナップ写真を取り出そうとしたときに、誰を目にしたのかを突然悟る。彼女はラフィエルとジャクソンを起こし、自らをネメシス（復讐の女神）と名乗り、ケンダル夫妻の家へ行く。そこで彼らはティムがモリーに飲み物を勧めているのを見つける。飲み物には致死量の薬が盛られており、ジャクソンはマープルの指示でティムからグラスを取り上げる。ジャクソンがティムを取り押さえている間、彼女はティムこそがパルグレイブ少佐に見つけられた殺人者であると説明する。マープルは、当初パルグレイブが見たのは海岸を登ってくるヒリングドン夫妻とダイソン夫妻だと思っていたが、彼は片目が義眼だったので、実際には別の側に座っていたケンダル夫妻だった。少佐がマープルに語った、夫が妻を次々と殺して捕まらないという話は、ティム・ケンドルのことであった。モリーの殺害を計画していたティムは、自分のことを認識したパルグレイブ少佐や、高血圧の薬が間違った部屋にあったことを記憶していたヴィクトリアを殺害した。ティムはモリーの化粧品にベラドンナを入れ、精神状態がおかしいことを周囲の人々に印象付けようとした。その上で妻を殺すために小川までおびき寄せるも、モリーはベラドンナのせいで幻覚に気を取られて道に迷ってしまい、ティムは暗い中で似た姿のダイソン夫人を間違って殺してしまった。
エスター・ウォルターズは突然ティムは犯人ではないと言い出し、ティムは彼女に黙っていろと怒鳴る。彼はエスターがラフィエルから大金を相続すると聞きつけ、モリーを殺した後に彼女と結婚するつもりでいた。
事件解決後、ラフィエルはホテルの運営を独りで担うことになるモリーに少額投資することにする。マープルは南国の暖かさでの休暇を終え、飛行機でイギリスに帰国する。

## 主な登場人物
- ミス・マープル
- パルグレイブ少佐: お喋りな老人
- ティム・ケンダル: ホテルの共同経営者
- モリー・ケンダル: ティムの妻でホテルの共同経営者
- ジェイソン・ラフィエル: 年老いた実業家
- エスター・ウォルターズ: ラフィエルの秘書
- ビクトリア: ホテルのメイド
- グレッグ・ダイソン: ホテルの客
- ラッキー・ダイソン: グレッグの妻
- イヴリン・ヒリングドン: ホテルの客
- エドワード・ヒリングドン: イヴリンの夫

## 映像化

### テレビ映画
- 『ミス・マープル/カリブ海の秘密（英語版）』アメリカ 1983年: マープル役にヘレン・ヘイズ。

### テレビドラマ
ミス・マープル『カリブ海の秘密』
第10話  イギリス1989年放送
内容は原作にほぼ沿っている。
- ミス・マープル: ジョーン・ヒクソン
- ドナルド・ラファエル: ドナルド・プレザンス
- モリー・ケンダル: ソフィー・ワード
- ティム・ケンダル: エイドリアン・ルキス
- グラハム医師: T. P. マッケンナ
- エドワード・ヒリングトン: マイケル・フィースト
- イヴリン・ヒリングトン: シーラ・ラスキン
- パラグレイブ少佐: フランク・ミドルマス

アガサ・クリスティー ミス・マープル『カリブ海の秘密』
シーズン6 エピソード1（通算第21話）  イギリス2014年放送
内容は原作にほぼ沿っているが、細かいストーリーに変更がある。
- ミス・マープル: ジュリア・マッケンジー
- モリー・ケンダル: チャリティー・ウェイクフィールド
- ティム・ケンダル: ロバート・ウェッブ
- ラファエル: アントニー・シャー
- イヴリン・ヒリングトン: ハーマイオニー・ノリス
- ヴィクトリア: ピッパ・ベネット＝ワーナー
- ラッキー・ダイソン: マイアンナ・バーリング
- プレスコット牧師: ダニエル・リグビー